# Muffin inglese
Il muffin inglese (dall'inglese english muffin) o muffin all'inglese è un tipo di pane originario degli Stati Uniti d'America.

## Caratteristiche
Il muffin inglese è una pagnotta piatta, rotonda, di piccole dimensioni. Dopo essere stato tagliato in due ed eventualmente tostato, viene consumato assieme ad altri alimenti fra cui burro, confetture o ingredienti salati come salsicce, bacon e formaggio. L'english muffin è alla base di varie ricette come le uova alla Benedict e diversi panini per la colazione.